# The Marvel Super Heroes
The Marvel Super Heroes è una serie televisiva d'animazione statunitense con protagonisti cinque supereroi dei fumetti della Marvel Comics. Prima serie televisiva basata sui personaggi Marvel, fu trasmessa in syndication sulla televisione statunitense nel 1966.
Prodotta dalla Grantray-Lawrence Animation, è una serie a rotazione composta da 65 episodi divisi in cinque gruppi da 13, ognuno con protagonista un supereroe diverso: Capitan America, Hulk, Iron Man, Thor e Namor. Inizialmente, la serie andava in onda come un programma di mezz'ora composto da tre segmenti di sette minuti su un singolo supereroe, separati da una breve descrizione di uno degli altri quattro. È stata anche trasmessa come un mix di vari eroi in una fascia oraria di mezz'ora, e come segmenti singoli come riempitivo o all'interno della TV dei ragazzi.

## Produzione
Furono prodotti sessantacinque episodi di mezz'ora, suddivisi in tre capitoli da sette minuti ciascuno, per un totale di 195 segmenti, inizialmente trasmessi in syndication da settembre a dicembre 1966.
La serie presenta un'animazione limitata, realizzata tramite xerografia, composta da immagini modificate tratte dai fumetti. Generalmente, l'unico movimento riguarda le labbra quando un personaggio parla, gli occhi e, occasionalmente, un braccio o una gamba, oppure una silhouette nera completamente animata. La serie utilizza le storie originali nella loro quasi totalità, presentando illustrazioni, tra gli altri, di Jack Kirby, Steve Ditko e Don Heck risalenti alla contemporanea Silver Age.
Stan Lee, all'epoca redattore e direttore artistico della Marvel, dichiarò nel 2004 di credere che l'editore Martin Goodman avesse negoziato l'accordo con la Grantray-Lawrence e che Robert L. Lawrence avesse scelto i personaggi da utilizzare. Lawrence affittò a Lee e a sua moglie un attico al 30 di East 60th Street, vicino a Madison Avenue, per l'utilizzo da parte di Lee durante il suo lavoro sulla serie. All'epoca Lee viveva a Hewlett Harbor. Lee ricordò: "Non ricordo alcuna reazione da parte degli artisti Marvel coinvolti. Vorrei poter affermare di aver scritto il testo [della sigla], perché lo trovo geniale, ma ahimè, non l'ho fatto". The songs were written by Jacques Urbont. Le canzoni furono scritte da Jacques Urbont. Nel frattempo, il distributore della serie Steve Krantz stipulò un accordo per subappaltare la produzione dei segmenti de Il mitico Thor alla Paramount Cartoon Studios.

## Episodi

I protagonisti della serie nella sigla iniziale

### Capitan America
| Nº | Titolo originale                      | Titolo italiano                         |
| -- | ------------------------------------- | --------------------------------------- |
| 1  | The Origin of Captain America         | La nascita di Capitan America           |
| 1  | Wreckers Among Us                     | I sabotatori                            |
| 1  | Enter Red Skull                       | Il Teschio Rosso                        |
| 2  | The Sentinel and the Spy              | La sentinella e la spia                 |
| 2  | The Fantastic Origin of the Red Skull | La fantastica origine del Teschio Rosso |
| 2  | Lest Tyranny Triumph                  |                                         |
| 3  | Midnight in Greymoor Castle           | Mezzanotte a Greymoore Castle           |
| 3  | If This Be Treason                    | Tradimento                              |
| 3  | When You Lie Down With Dogs           | La fine di Greymore Castle              |
| 4  | Return of Captain America             | Il ritorno di Capitan America           |
| 4  | The Search                            | La ricerca                              |
| 4  | To Live Again                         | Tornare a vivere                        |
| 5  | Zemo and the Masters of Evil          | Zemo e i signori del male               |
| 5  | Zemo Strikes                          | Zemo colpisce                           |
| 5  | The Fury of Zemo                      | La furia di Zemo                        |
| 6  | The Revenge of Captain America        | La vendetta di Capitan America          |
| 6  | The Trap Is Sprung                    | La trappola è scattata                  |
| 6  | So Dies A Villain                     | Così muore un cattivo                   |
| 7  | Let The Past Be Gone                  |                                         |
| 7  | The Adaptoid                          |                                         |
| 7  | The Super Adaptoid                    |                                         |
| 8  | Coming of the Swordsman               | Lo spadaccino                           |
| 8  | Vengeance Is Ours                     | La vendetta del Mandarino               |
| 8  | Emissary of Destruction               | Il complotto                            |
| 9  | Bitter Taste of Defeat                |                                         |
| 9  | Sorcery Triumph                       |                                         |
| 9  | The Road Back                         |                                         |
| 10 | Doorway to Doom                       | Verso la rovina                         |
| 10 | When the Commissar Commands           | Il commissario ordina                   |
| 10 | Duel Or Die                           | Combattere o morire                     |
| 11 | The Sleeper Shall Awake               | I dormienti si desteranno               |
| 11 | Where Walks the Sleeper               | Il secondo dormiente                    |
| 11 | The Final Sleep                       | Il sonno finale                         |
| 12 | The Girl from Cap's Past              | La ragazza dal passato                  |
| 12 | The Stage Is Set                      | La trappola è pronta                    |
| 12 | 30 Minutes to Live                    | 30 minuti da vivere                     |
| 13 | The Red Skull Lives                   | Il Teschio Rosso è vivo                 |
| 13 | He Who Holds the Cosmic Cube          | Il padrone del Cubo Cosmico             |
| 13 | The Red Skull Supreme                 | Il grande Teschio Rosso                 |

### L'incredibile Hulk
| Nº | Titolo originale                        | Titolo italiano | Prima TV USA | Prima TV Italia |
| -- | --------------------------------------- | --------------- | ------------ | --------------- |
| 1  | Origin of the Hulk                      |                 |              |                 |
| 1  | Enter the Gorgon                        |                 |              |                 |
| 1  | To Be a Man                             |                 |              |                 |
| 2  | The Terror of the Toadmen               |                 |              |                 |
| 2  | Bruce Banner Wanted for Treason!        |                 |              |                 |
| 2  | Hulk Runs Amok                          |                 |              |                 |
| 3  | A Titan Rides the Train!                |                 |              |                 |
| 3  | The Horde of Humanoids!                 |                 |              |                 |
| 3  | On the Rampage!                         |                 |              |                 |
| 4  | The Power of Doctor Banner!             |                 |              |                 |
| 4  | Where Strides the Behemoth              |                 |              |                 |
| 4  | Back from the Dead!                     |                 |              |                 |
| 5  | Micro-Monsters                          | I micro mostri  |              |                 |
| 5  | The Lair of the Leader                  |                 |              |                 |
| 5  | To Live Again                           |                 |              |                 |
| 6  | Brawn Against Brain                     |                 |              |                 |
| 6  | Captured at Last!                       |                 |              |                 |
| 6  | Enter...the Chameleon!                  |                 |              |                 |
| 7  | Within the Monster Dwells a Man!        |                 |              |                 |
| 7  | Another World, Another Foe!             |                 |              |                 |
| 7  | The Wisdom of the Watcher!              |                 |              |                 |
| 8  | The Space Phantom                       |                 |              |                 |
| 8  | Sting of the Wasp                       |                 |              |                 |
| 8  | Exit the Hulk                           |                 |              |                 |
| 9  | The Incredible Hulk vs The Metal Master |                 |              |                 |
| 9  | The Master Tests His Metal              |                 |              |                 |
| 9  | Mind Over Metal                         |                 |              |                 |
| 10 | The Ringmaster                          |                 |              |                 |
| 10 | Captive of the Circus                   |                 |              |                 |
| 10 | The Grand Finale                        |                 |              |                 |
| 11 | Enter Tyrannus                          |                 |              |                 |
| 11 | Beauty and the Beast                    |                 |              |                 |
| 11 | They Dwell in the Depths                |                 |              |                 |
| 12 | The Terror of the T Gun                 |                 |              |                 |
| 12 | I Against a World                       |                 |              |                 |
| 12 | Bruce Banner Is the Hulk!               |                 |              |                 |
| 13 | The Man Called Boomerang!               |                 |              |                 |
| 13 | The Hulk Intervenes                     |                 |              |                 |
| 13 | Less than Monster, More than Man!       |                 |              |                 |

### L'invincibile Iron Man
1. Double Disaster, Enter Happy Hogan, Of Ice and Men
2. The Death of Tony Stark!, The Hands of the Mandarin, The Origin of The Mandarin
3. Ultimo, Ultimo Lives, Crescendo
4. The Mandarin's Revenge!, The Mandarin's Death Ray, No One Escapes the Mandarin
5. Crimson Dynamo!, The Crimson Dynamo Strikes, Captured
6. Enter Hawkeye, So Spins the Web, Triple Jeopardy
7. If I Die, Let It Be With Honor; Fight On, For A World Is Watching; What Price Victory?
8. The Moleman Strikes, The Dragon of the Flames, Decision Under the Earth
9. The Other Iron Man!, Death Duel, Into The Jaws of the Death
10. The Cliffs of Doom!, The False Captain America, The Unmasking
11. My Life For Yours, The Black Knight's Gambit, The Menace of the Monster
12. The Dream Master, If A Man Be Mad, Duel In Space
13. Beauty and the Armor, Peril in Space, As A City Watches

### Il mitico Thor
1. Trapped by Loki, The Vengeance of Loki, The Defeat of Loki
2. Chained Evil; Sandu, Master of the Supernatural; Enchanted Hammer
3. Enchantress and Executioner, Giants Walk the Earth, Battle of the Gods
4. At the Mercy of Loki, Trial of the Gods, Return To Earth
5. The Absorbing Man; In My Hands, This Hammer; Vengeance of the Thunder God
6. To Kill A Thunder God, The Day of the Destroyer, Terror of the Tomb
7. The Grey Gargoyle, The Wrath of Odin, Triumph in Stone
8. The Mysterious Mister Hyde, Revenge of Mr. Hyde, Thor's Showdown with Mr. Hyde
9. Every Hand Against Him, The Power of the Thunder God, The Power of Odin
10. The Tomorrow Man, Return of Zarrko, Slave of Tomorrow Man
11. Enter Hercules, When Meet Immortals, Whom the Gods Would Destroy
12. The Power of Pluto, The Verdict of Zeus, Thunder in the Netherworld
13. Molto, the Lava Man, Invasion of the Lava Man, Living Rock

### Sub-Mariner
1. Peril in the Surface World, So Spreads the Net, The Unveiling
2. The Start of the Quest!, Escape to Nowhere, A Prince There Was
3. Not All My Power Can Save Me!, When Fails the Quest, The End of the Quest
4. Atlantis Under Attack, The Sands of Terror, The Iron Idol of Infamy
5. The Thing from Space, No Escape for Namor, A Prince Dies Fighting
6. To Conquer a Crown, A Prince No More, He Who Wears the Crown
7. To Walk Amongst Men!, When Rises the Behemoth, To the Death
8. The World Within!, Atlantis Is Doomed, Quest for X-Atom
9. Beware the Siren Song, Spell of Lorelei, Return of the Mud Beast
10. Ship of Doom, Fall of Atlantis, Forces of Vengeance
11. The Planet of Doom, To Test a Prince, To Save a Planet
12. Dr. Doom's Day, The Doomed Allegiance, Tug of Death
13. Let the Stranger Die..!, To Destroy a Tyrant, Save A City

## Edizione italiana
La trasmissione della versione italiana iniziò il 22 giugno 1978 su Rai 2 nel programma SuperGulp!, nel quale furono trasmessi tre segmenti di Thor: "L'incantatrice e il boia", "Alla mercé di Loki" e "Il vichingo". Un quarto segmento, "L'uomo del futuro", fu invece inserito nel film di montaggio I supereroi di SuperGulp (1979). Il resto della serie fu trasmesso tra gli anni ottanta e novanta in varie modalità e su molteplici reti televisive, tra cui Canale 5, Odeon TV e soprattutto diverse televisioni locali.